# Pfauenkuckuck

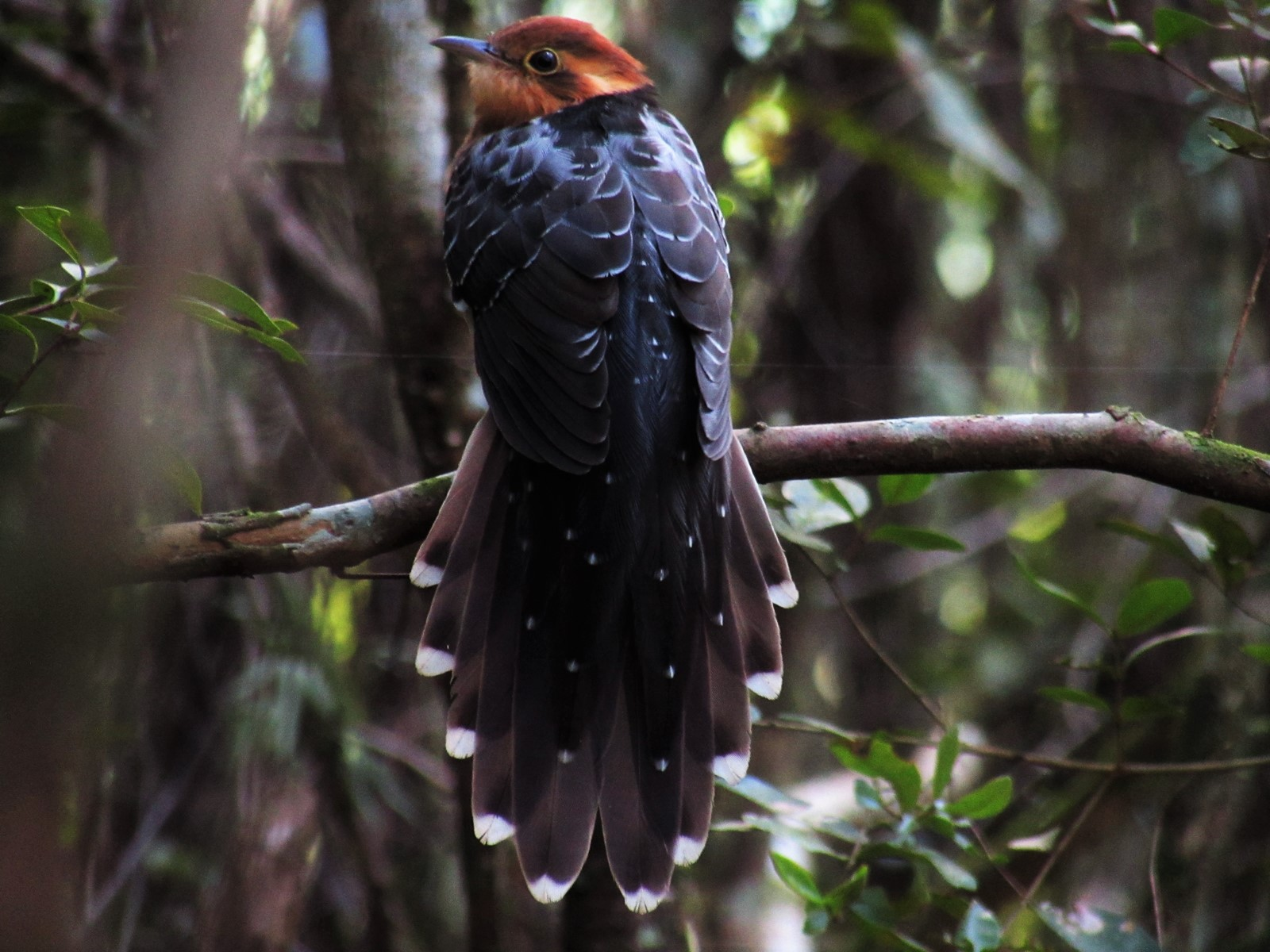
Pfauenkuckuck

Der Pfauenkuckuck (Dromococcyx pavoninus) ist eine Kuckucksart in Südamerika.

## Merkmale
Der Pfauenkuckuck wird etwa 27–30,5 cm groß. Es gibt keinen Geschlechtsdimorphismus. Das Gefieder ist oberseits dunkelgrau bis braun gefärbt, wobei das Deckgefieder bis zum Ende der auffallend breiten Schwanzfedern reicht. Die Alula sind ebenfalls auffallend groß. Das Kopfgefieder und die Haube sind kastanienbraun gefärbt, der Hinteraugenstreif sowie das Brustgefieder sandfarben.

## Verbreitung
Der Pfauenkuckuck kommt südlich der Anden in Brasilien, Bolivien, Peru, Venezuela, Guyana sowie in Paraguay vor, wobei das Verbreitungsgebiet stark fragmentiert ist. Eine Populationsgrößenschätzung liegt nicht vor, jedoch wird seitens der IUCN aufgrund des großen Verbreitungsgebietes von keiner Gefährdung der Art ausgegangen.

## Lebensweise
Der Pfauenkuckuck kommt in immergrünen Wäldern, Galeriewäldern und Trockenwäldern mit dichtem Unterwuchs vor. Die solitär lebenden Kuckucke bewegen sich meist am Boden und in der unteren Strauchschicht fort. Bei Gefahr flüchtet der Pfauenkuckuck häufiger rennend, anstatt zu fliegen. Hierauf verweist auch der Gattungsname Dromococcyx, der sich aus den griechischen Worten für „rennen“ (dromos) und „Kuckuck“ (kokyx) zusammensetzt. Höhere Bereiche des Waldes werden meist nur zum Gesang aufgesucht.
Bevorzugte Nahrung sind Zikaden, Ohrwürmer, Schaben, Spinnentiere und Skorpione, welche vom Waldboden gesammelt werden.
Wie die andere Dromococcyxart, der Fasanenkuckuck, ist der Pfauenkuckuck ein Brutparasit. Bekannte Wirtsvögel sind der Olivgrau-Ameisenvogel (Dysithamnus mentalis), der Ockergesicht-Todityrann (Todirostrum plumbeiceps) und der Ohrfleck-Zwergtyrann (Myiornis auricularis).

## Etymologie und Forschungsgeschichte
Die Erstbeschreibung des Pfauenkuckucks erfolgte 1870 durch August von Pelzeln unter dem wissenschaftlichen Namen Dromococcyx pavoninus. Als Fundort gab er Araguay, Engenho Das Lajes und Arimani in Brasilien an. 1832 führte Maximilian zu Wied-Neuwied die für die Wissenschaft neue Gattung Dromococcyx ein. Dieser Begriff leitet sich von δρομος, τρεχω dromos, trekhō für Renner, rennen und κοκκυξ, κοκκυγος coccyx, coccygos für Kuckuck ab. Der Artname pavoninus hat seinen Ursprung in lateinisch pavoninus, pavo, pavonis ‚Pfau ähnlich, Pfau‘. Alfred Laubmann nannte Arnaldo de Winkelried Bertoni lange als einzige Quellennachweis für Paraguay. Später erreichte ihn von Adolf Neunteufel (1909–1979) ein Balg aus Campichuelo im Osten des Landes.